# 社会主義
社会主義（しゃかいしゅぎ、英語: Socialism〈ソーシャリズム〉）は、計画経済や集産主義など政府の介入（政府裁量）により資本主義や自由主義経済の弊害を無くそうとする運動の総称である。市場経済によって生まれる諸問題に対し、福祉国家や持続可能な社会を目指す思想・運動・体制を指す用語でもある。
広義には個人主義に対して、社会を組織化する運動を指し、社会民主主義や民主社会主義などがある。共産主義と社会主義は混同されるが、実際には共産主義は社会主義の一派であり、マルクス主義者は社会民主主義や民主社会主義に対しては空想的社会主義と定義し、階級闘争や生産手段の公共化へ向かう過渡期にすぎないと主張する。
狭義には、資本主義・個人主義・自由主義・私有制などの対語として冷戦時代から使用されている用語である。
社会主義の定義は広く、資本主義や議会制民主主義の範囲内を想定した社会民主主義、民主社会主義から、サンディカリズム、国家的権威の廃止を目指すアナキズム、労働シオニズム、右翼社会主義、アラブ社会主義、イスラム社会主義、キリスト教社会主義、国民社会主義、階級闘争と生産手段の公共化を目指す共産主義などがある。
社会主義と共産主義は、ほぼ同義の意味として扱われることもある。しかし社会主義者の全てがマルクス主義や共産主義には賛同していない。さらに上記のようにカール・マルクスは、社会主義は共産主義へ至る過渡期の時代だと主張し民主的な社会主義は空想的社会主義であるとした（科学的社会主義）。時と場合によっては社会民主主義者や民主社会主義者は階級闘争に反対して反共主義を掲げることもある。
社会主義に賛同する人々のことを、社会主義者（しゃかいしゅぎしゃ、英語: socialist〈ソーシャリスト〉）という。

## 用語
「社会」の語源はラテン語の「socius」（友人、同盟国などの意味）である。
「社会主義」の語の最初の使用は諸説あるが、「自由、平等、友愛」の語を普及させたピエール・ルルーが1832年に「personnalite」（これはフランス語で、個人化、個別化、パーソナライズなどの意味）の対比語として記した「socialisme」（これはフランス語で、直訳では「社会化する主義」、社会主義）が最初とも言われており、ルルーは1834年には「個人主義と社会主義」と題した文書を発行した。
他には1827年のアンリ・ド・サン＝シモンなどの説があるが、いずれもフランス革命の流れの中で発生した。
「社会主義」の語は、後の近代的な意味では色々な主張により使用された。

## 共産主義との違い
社会主義は計画経済や政府裁量の拡大、弱者救済や反差別措置などによる資本主義の修正を目的としており、必ずしも社会格差（経済格差）や階級そのものには反対しない。社会主義は産業革命時代のイギリスの労働運動から始まっており、労働者の権利の確保と社会福祉の充実を唱えるものだった。この流れは初期社会主義とも呼ばれる。カール・マルクスやフリードリッヒ・エンゲルスなどはこの初期社会主義は、資本家が優位に立てる選挙を前提としたブルジョワ民主主義の前提で行われており、空想的社会主義だと批判した。経済格差や社会階級の解消には階級闘争と生産手段の公共化を通じた革命が歴史の必然であると主張した。

## 概要
「社会主義」にはさまざまな定義や潮流がある。狭義には、生産手段の社会的共有と管理を目指す共産主義、特にマルクス主義とその潮流を指す。広義には各種の社会改良主義、社会民主主義、無政府共産主義、国家社会主義、国家共産主義なども含めた総称である。
歴史的には、市民革命によって市民が基本的人権など政治的な自由と平等を獲得したが、資本主義の進展により少数の資本家と大多数の労働者などの貧富の差が拡大して固定化し、労働者の生活は困窮し社会不安が拡大したため、労働者階級を含めた経済的な平等と権利を主張したものとされる。市民革命と社会主義運動は、啓蒙思想と近代化では共通であるが、初期の資本主義が経済的には自由放任主義（夜警国家）を主張したのに対し、社会主義は市場経済の制限や廃止、計画経済、社会保障、福祉国家などを主張する。
なお、社会主義を含む19世紀の社会改革運動は、生活環境改善などの物質的な側面だけでなく、理想社会（世俗的千年王国）の建設という主題を含む精神運動でもあり、同じ主題を持つ精神運動であった心霊主義と当初から密接な関係を持っていた。
第一次世界大戦後にロシア革命が起こり、世界最初の社会主義国であるソ連が誕生した。第二次世界大戦後は社会主義陣営と自由主義陣営の間で冷戦や、朝鮮戦争、ベトナム戦争などの代理戦争が続いた。西側諸国内でも資本主義勢力と社会主義勢力と社会民主主義勢力の対立が生まれ、東側諸国でもソ連型社会主義と自主管理社会主義の対立、中ソ対立などが起こった。一方で非共産主義諸国でも、西側諸国でのニューディール政策など混合経済化が進んだ。
共産党の一党独裁のもとに中央集権型の官僚制が構築されたソ連型社会主義は、ソ連から東欧、東アジア、中東やアフリカの一部に拡大したが、特にブレジネフ指導体制の成立後は停滞する。1989年には東欧革命が勃発、1991年にはソ連が崩壊し、ソ連型社会主義のイメージは世界的に失墜した。現在、共産党一党支配が続く中華人民共和国やベトナムは市場原理の導入を進め、事実上の混合経済体制を築いており、経済発展が著しい。一方で、北朝鮮は市場原理の導入を拒否し、経済的には停滞している。
他方、社会民主主義と呼ばれる勢力は、第一次世界大戦後も共産主義者に批判されながらも西側諸国の議会で勢力を拡大した。イギリス労働党、フランス社会党、ドイツ社会民主党などが代表的なヨーロッパの社会民主主義政党である。これらの政党は自由主義と民主主義を擁護し、ソ連型社会主義の独裁に対して批判的な態度をとり、第二次世界大戦後は社会主義インターナショナルを結成した。1980年代に新自由主義の台頭により一時党勢を後退させたが、市場原理に一定の評価を下した「第三の道」（ブレア）などの路線によって1990年代には勢力をもりかえし、イギリス、フランス、ドイツ、イタリア、スペイン、北欧諸国などでは度々与党の座についている。
また、植民地から独立した第三世界では、社会主義を掲げる国々が多い。有名なのはインドであり、インド憲法には「インドは社会主義の国である」と明記されている。インドの西ベンガル州やケーララ州では度々インド共産党が州政府に選出されている。また、中東のイラクやシリア、リビアなどではアラブ社会主義のもとに一党支配がなされていたが、2003年のイラク戦争や2012年からのアラブの春によってこれらの独裁政権は崩壊したか、崩壊寸前である。また、キプロスやネパールでは共産党系の政党が与党となって国政を担っている。
新自由主義に苦しめられた中南米諸国では、21世紀に入って社会主義政権の伸張が著しい。ベネズエラなどでは選挙を通じて社会主義を掲げる政権が成立し、社会主義路線を進めている。反米左派という点では、ベネズエラの路線は、キューバ、ニカラグア、エクアドルの諸政府と一致している。また、ブラジルでも一種の社会民主主義政党である労働党が政権を担当し、社会的公正と経済成長を同時に推進している。

## 潮流
主な潮流には以下がある。ただし各潮流の定義や範囲はさまざまな考えがあり、また時期によっても変化している。

### 初期社会主義
シャルル・フーリエ、アンリ・ド・サン＝シモン、ロバート・オウエンらに代表される、初期の社会主義思想。空想的社会主義とも呼ばれる。

### 社会民主主義
社会民主主義は議会政治を通した民主的な変革を目指し、マルクス主義の暴力革命論を否定する（反共主義）。社会改良主義、民主社会主義などや、広義にはマルクス主義の立場を堅持しながら多党制を支持し暴力革命を否定した修正主義、構造改革主義、ユーロコミュニズムなども含む。国際組織に社会主義インターナショナルなどがある。
イギリス労働党、フランス社会党、ドイツ社会民主党などが代表的。
共産主義やマルクス主義者からは空想的社会主義と評価される。

### 無政府主義
無政府主義は個人主義的な立場、自由主義的な立場、社会主義的な立場など多様な思想の総称だが、社会主義的な立場では権力の集中に反対して地域コミュニティや労働組合主義などを目指す。マルクス主義を権威主義と批判する。

### サンディカリスム
サンディカリスム（労働組合主義）は、コーポラティズム（共同体主義）の側面を持ち、労働組合がゼネストで資本主義体制を倒し、革命後は政府ではなく集産主義的な労働組合の連合による経済や社会の運営を目指す。より急進的で革命的な思想にアナルコサンディカリスムがある。

### 共産主義
共産主義は、社会主義革命を経た上で、産業の共有によって搾取も階級もない社会を目指す。フランス革命時のバブーフは「土地は万人のものである」として物品の配給による平等社会を目指し、「共産主義の先駆」とも呼ばれる。なおマルクス・レーニン主義では、資本主義社会から共産主義社会に発展する中間の段階を「社会主義社会」とも呼ぶ。
マルクス主義（科学的社会主義）
マルクス主義はマルクスとエンゲルスにより展開された。従来の社会主義を「空想的社会主義」と批判し、唯物史観と剰余価値説による「科学的社会主義」を対置、共産主義革命は歴史の必然とした。1848年や1871年などの革命の経験から、議会制民主主義はブルジョア民主主義として暴力革命とプロレタリア独裁を主張したが、19世紀後半にはマルクスは平和革命の可能性も認めており、エンゲルスは暴力革命が時代おくれとなったと述べている。「万国の労働者団結せよ」というプロレタリア国際主義に立つ。
マルクス・レーニン主義
マルクス・レーニン主義は、スターリンによって定式化された、「マルクス主義とレーニン主義の継承と発展」である。マルクス主義を基本としながらも帝国主義論により、職業革命家により構成される前衛党に指導された、反帝国主義と後進国革命を主張した。ロシア革命後も反革命勢力による反動に対抗するためとして一党独裁制を継続し、ソ連型社会主義の基礎となった。
トロツキズム
トロツキーによるマルクス主義理論。マルクスの世界革命論と後進国の革命理論である永続革命論を主張し、スターリンの一国社会主義論を批判した。なお各国共産党において、トロツキストの用語は、しばしば裏切り者の代名詞として用いられた。
スターリン主義
スターリンの発想と実践の総称。世界革命論を批判して一国社会主義論を主張した。のちのスターリン批判では、その独裁・個人崇拝・国家主義・民族主義などが批判された。
毛沢東思想
毛沢東を中心とした中国共産党の思想。特に文化大革命期の中国共産党の理論・主張をさす。マルクス・レーニン主義を掲げながらも、農民中心のゲリラ戦術などによる武力革命方式を主張した。毛沢東主義とも呼ばれるが、これはあくまで他称であり、中国共産党の自己の理論の呼称は一貫して毛沢東思想である。ただし、文革期の紅衛兵などが毛沢東主義の呼称を使用した例がごく一部に存在している。
主体思想
主体思想（チュチェ思想）は朝鮮民主主義人民共和国（北朝鮮）の独自の思想。当初はマルクス主義の発展と自称していたが、現在では「マルクス主義を基礎にしながらもすでにそれを超克した」と称している。

### 第三世界の社会主義
第二次世界大戦後、これまでの帝国主義諸国の植民地支配に対する民族運動が盛り上がった。先進資本主義諸国は植民地支配の利害と分かちがたく結びついていたため、反植民地の民族運動は社会主義的な傾向をもった。
中国、ベトナム、ラオス、北朝鮮などではソ連型の共産主義政権（マルクス・レーニン主義）が誕生した。
また、ビルマではビルマ式社会主義が追求された。後述の宗教社会主義や国家社会主義の影響を受けているとみられる。
インドは社会主義政党であるインド国民会議派の指導で独立を達成し、憲法に「インドは社会主義国家」と明記した。
中東では1950年代～1960年代にアラブ社会主義が広まった。国有化など反植民地ナショナリズムの傾向を持つ。エジプトのナセル、リビアのカダフィーなどが代表的。また、イラクやシリアなどではアラブ社会主義政党（バアス党）による独裁政権が誕生した。
アフリカでは1960年の「アフリカの年」以降、急速に独立国が増えたが、社会主義国を名乗る国も多く、旧帝国主義諸国やアメリカと対立して内戦になるケースも多かった。

### 宗教的社会主義
宗教的社会主義は、宗教的価値観に基づく、あるいは宗教の要素を積極的に取り込んだ社会主義を言う。
- キリスト教社会主義
  - 19世紀英国ではじまった思想的系譜。イングランド国教会の改革運動の中で生まれ、のちに協同組合運動や福祉国家論を発展させる契機となった。
  - キリスト教社会主義は現在では中南米の解放の神学など。貧困や抑圧からの解放のためには、階級闘争を含む福音の実践が必要とする。
- 仏教社会主義
- イスラム教社会主義
- ユダヤ教社会主義（ユダヤ教左派）

### 国家社会主義
以下の意味で使用される。
- State Socialismの日本語訳。ラッサールの社会主義、ビスマルクの社会保障政策、ソ連型社会主義など。
- National Socialismの日本語訳。国民社会主義とも訳され、更に社会主義制度庇護範囲を特定民族に狭めたのが民族社会主義とされる。民族社会主義の代表例としては国家社会主義ドイツ労働者党などの思想が挙げられる（詳細は、国家社会主義、全体主義、を参照の事）。
- 日本の高畠素之、赤松克麿、あるいは北一輝などの思想。

### 新左翼
新左翼諸派の総称。ソ連型社会主義や各国の共産党や社会民主主義政党を既成左翼と批判する。多数の潮流・思想・党派があり、日本ではトロツキズムの第四インター、「反帝国主義・反スターリン主義」の革マル派と中核派、マルクス主義復権としてレーニン主義を否定する社青同解放派、その他アナキズム、毛沢東主義、構造改革派などがある。なおトロツキストや毛沢東派は、自己の潮流こそ正統のマルクス主義であるという認識から、「新左翼」と呼ばれることを嫌う場合が多い。

### その他
以下に挙げるものは、通常は「社会主義」とは呼ばれないが、社会主義的側面を持っているとも言われる。
古代の土地公有制度
農耕地を全て公有とし、農民に均等分配して公平を図る唐の均田制や、奈良時代の班田収授法、インカ帝国の生産手段の公有（私有の禁止）制度は、専制政治の体制下においてのものであるが、社会主義との類似性が指摘される事が多い。
ケインズ主義
ジョン・メイナード・ケインズの提唱したケインズ経済学は、国家による経済への介入など社会主義的要素を含み、それに反対する立場からは社会主義であるとして批判された。なお、マルクス経済学の立場からは、国家独占資本主義であるという批判がなされている。一般的には、資本主義と社会主義、自由経済と計画経済をミックスした混合経済とされる。
日本型社会主義
戦後の日本は分権的特徴と中央集権的な特徴を兼ね備えた独特の混合経済体制を築き、経済学者の竹内靖雄などによって日本型社会主義と呼ばれる事がある。この場合「世界で最も成功した共産国」と賞賛または皮肉をもって呼ばれる事がある。
エコ社会主義
アルテルモンディアリスムや反グローバリゼーションの立場から、緑の政治やエコロジー・環境主義と社会主義を融合させたイデオロギーである。
詳細はエコ社会主義を参照。
革命的社会主義

詳細は革命的社会主義を参照。
協同組合運動
協同組合運動は、空想的社会主義者であるロバート・オウエンの思想を源流とし、資本主義とは別形態の組織として協同組合を結成する、一種の社会主義運動である。産地直接契約など市場に左右されない生産や供給、組合員による生産参加や組織運営なども行われている。しかしながらオウエンの思想からやや現実に妥協し、非社会主義国家においても受け入れられている。その結果協同組合は、流通において私企業と提携、私企業を子会社に持つ、あるいは私企業が集まって協同組合を結成するなど、資本主義・自由市場と並存または補完し合う関係を構築している。
ナショナルトラスト運動
ナショナルトラスト運動は、各国のボランティアが共同の理念で広大な土地を購入し、利益を目的とせず、永続的に維持管理する面で、社会主義の側面を持っている。法的には私有財産であり観光資源としての側面もあるが、逆に国立公園化などの国有化と異なり政権によって民営化される恐れが無く、将来的にも私企業による経済活動を排除・規制できる。

## 歴史

### 源流
社会主義の源流には、各民族のいわゆる原始共同体における、さまざまな共有や平等や相互扶助の形態が挙げられる（これらはマルクス主義では「原始共産制」とも呼ぶ）。私有財産の概念が浸透した近代以降も、入会権などの共同体による部分的な共有は認められている。またプラトンの哲人政治は、哲学者の独裁によって平和で平等な理想社会を目指し、最初の共産主義と呼ばれることもある。

### 初期社会主義
近代的な形での社会主義や共産主義が登場するのは、18世紀後半から産業革命による近代化と、市場原理を掲げる自由放任型の資本主義が進展し、従来の共同体が破壊されて労働者階級となり、その階級の固定化や貧富の差の拡大、恒常的な貧困などの社会問題や社会不安が顕在化してきてからである。
18世紀後半より、後に「初期社会主義」（マルクス主義の立場からは空想的社会主義）と呼ばれる社会主義者が登場した。ロバート・オウエンは経営者の立場から労働者の幼児教育や協同組合を実践し、更に共産主義的な共同体を目指した。サン＝シモンは産業階級（経営者および労働者）による富の生産を重視し、キリスト教の人道主義による貧者の救済を説いた。シャルル・フーリエは国家の暴力と革命の暴力の双方を疑問視し、国家の支配を受けない自給自足で効率的な協同社会を提唱した。イギリスのフェビアン協会は、後の社会民主主義や労働党の源流ともなった。これらは社会改良主義とも呼ばれる。
また1789年にフランス革命が勃発すると、多くの革命思想が登場した。バブーフは「土地は万人のもの」として、国家による物品の共同管理と平等な配給や、前衛分子による武装決起と階級独裁を主張し、後に「共産主義の先駆」とも呼ばれ、その思想はブランキや後のレーニンにも受け継がれた。ヴァイトリングは欧米の諸都市で労働者結社を実践し、いわゆるメシア共産主義を説いた。モーゼス・ヘスはヘーゲル左派の出身で貨幣廃止論などを唱えた。
一方、社会主義者のうち、全ての権威を否定する立場は無政府主義（アナキズム）とも呼ばれる。フランスのプルードンは「財産とは盗奪である」として、あらゆる中央集権的組織に反対して「連合主義」を唱え、更にロシアのバクーニンやクロポトキンに受け継がれた。
1848年にヨーロッパ各地で起こった革命（1848年革命）では当初から労働者や社会主義者が参加した。

### マルクス主義と第一インターナショナル
カール・マルクスとエンゲルスは1848年に『共産党宣言』を執筆した。マルクス主義は、唯物史観と剰余価値説により、従来の社会主義が持っていた階級闘争や労働組合運動、政治運動についての理論に、資本主義の分析を理論的武器として提供し、ヨーロッパを始め全世界的規模で広範な影響力を持った。
1862年にはヨーロッパの労働者と社会主義者の国際組織である第一インターナショナルが設立され、労働組合の奨励や労働時間の短縮、更には土地私有の撤廃などを決議した。しかし権威となったマルクスと、無政府主義者のバクーニンなどの反対派は相互に批判と除名を行い、第一インターナショナルは崩壊した。
1871年にはパリ・コミューンにより、一時的ではあるが世界初の社会主義政権が誕生した。この際、革命歌である「インターナショナル」も誕生した。
議会政治が発達してくると、労働者階級の支持を得た社会主義政党がドイツやイギリス、フランスなどで勢力を拡大した。ドイツでは世界で初めて議席を獲得した社会主義政党全ドイツ労働者協会が結成され、ビスマルクが、社会主義者鎮圧法と同時に、世界最初の社会保険を創設した。これは「飴と鞭」政策と呼ばれたが、その後のドイツや各国の社会保障制度の基礎ともなった。
1889年にはマルクス主義者を中心に第二インターナショナルが結成され、その中心的な存在となったドイツ社会民主党の内部から修正主義論争が発生した。ベルンシュタインらは議会制民主主義による平和革命を認めて「修正主義」と呼ばれ、暴力革命やプロレタリア独裁を堅持すべきとするカウツキーらは「教条主義」と呼ばれたが、後にはカウツキーも合流して社会民主主義を体系化した。しかし1914年には第一次世界大戦が勃発し、各国の社会主義者が自国の戦争を支持したため、第二インターナショナルは崩壊した。
日本では、1901年には日本最初の社会主義政党である社会民主党が、1906年には日本最初の合法社会主義政党（無産政党）である日本社会党が結成された。キリスト教徒から社会主義者に転じた片山潜は普通選挙運動による「議会政策論」を説き、無政府主義やアナルコサンディカリスムの影響も受けた幸徳秋水はゼネストなどの「直接行動論」を主張したが、1910年の大逆事件（幸徳事件）などで弾圧された。

### 第一次世界大戦以降
第一次世界大戦が勃発すると、ロシアとセルビアを除く交戦諸国の社会主義政党は祖国の戦争を支持した。ドイツ社会民主党は「城内平和」を主張し、フランスやベルギーの社会党は戦時内閣に参加した。他方、左派社会主義者たちは戦争反対を訴え、反戦活動を展開した。
1917年2月にはロシア革命が勃発し、同年10月にはレーニン、トロツキーたちのボルシェヴィキが指導する社会主義革命に発展した。レーニンは帝国主義論で「資本主義は延命のため、従来の自由市場経済から独占資本主義と帝国主義に移行している」として、帝国主義段階が資本主義社会の最後の段階であると主張していた。彼は職業革命家により構成される前衛党が労働者階級を指導し、社会主義を建設するべきだと訴えた。ロシアは革命軍と反革命軍との対立が高じて内戦状態になり、その過程で共産党（ボルシェヴィキ）による一党独裁体制に移行した。
1919年には共産主義の国際組織である第三インターナショナル（コミンテルン）が結成され、主要各国には支部でもある共産党が設立された。しかし1924年のレーニンの死後、実権を握ったスターリンは、マルクス・レーニン主義を定式化しながらも、「ファシズム勢力よりも社会民主主義勢力を優先して攻撃すべき」という社会ファシズム論や、「ソ連は一国でも社会主義社会建設ができる」という一国社会主義論を主張し、更には秘密警察や粛清による恐怖政治や個人崇拝を徹底した（スターリン主義）。トロツキーは、マルクス主義の世界革命論の立場からスターリンを批判したが、除名され、海外で第四インターナショナルを結成して反資本主義・反スターリン主義の運動を続けた（トロツキズム）が、暗殺された。
これに対してマルクス・レーニン主義やソ連型社会主義に反対する社会民主主義者は、1923年に反共主義を掲げる労働社会主義インターナショナル（社会主義インターナショナルの前身）を設立した。彼らは民主主義の価値を擁護し、民主主義をつうじて社会主義を実現するべきだと考えた。イギリス労働党、フランス社会党、ドイツ社会民主党などがこのインターナショナルに結集し、戦間期ヨーロッパの政治的支柱の一つになった。イギリスではラムゼイ・マクドナルドの労働党内閣、フランスではレオン・ブルムの人民戦線内閣が成立した。
日本では1922年に、コミンテルン日本支部として非合法の第一次共産党が結成された。また非日本共産党系は労農派と呼ばれ、1926年には労働農民党が結成されたが、「天皇制は絶対主義で、現状は半封建主義」と規定して二段階革命論を主張する講座派と、「明治維新はブルジョワ革命で、現状は帝国主義」と規定して一段階革命論を主張する労農派の間で、日本資本主義論争が行われた。後に、講座派の理論は日本共産党に、労農派の理論は社会党左派や新左翼各派に受け継がれた。
1929年に世界大恐慌が発生すると、失業や貧困が「個人の努力の問題」だけでは無く、資本主義に内在する矛盾である事が明白となり、各国で社会主義・共産主義勢力が増大した。イギリス・フランス・アメリカなどではブロック経済化が進み、広大な植民地を持たず独自にはブロック経済を形成できないイタリア・ドイツ・スペインなどでは、民族主義と社会主義的な統制経済を取り入れたファシズムなどの軍国主義が台頭し、第二次世界大戦勃発の要因ともなった。日本では1937年の人民戦線事件を契機に社会主義者への弾圧が強まり、他方では北一輝の『日本改造法案大綱』の影響も受けて、昭和維新を掲げる皇道派が台頭した。
また社会不安と社会主義への対抗のため、アメリカではニューディール政策、イギリスや北欧諸国では福祉国家政策などの、社会民主主義的な政策が推進された。

### 第二次世界大戦以降
第二次世界大戦後は、ソ連に占領された地域を中心に、東欧や東アジアなどに次々と社会主義国家が誕生して衛星国とも呼ばれ、国際機関のコミンフォルムも創設された。ただしユーゴスラビアのチトーは、直接民主制を取り入れた独自の自主管理社会主義を採用し、ソ連型社会主義とは一定の距離を保った。また中国の毛沢東は、マルクス主義を指針としながらも、農民中心のゲリラ戦術を主張（毛沢東思想）し、1949年には国共内戦に勝利して社会主義政権を樹立した。これら社会主義陣営である東側諸国は、資本主義陣営である西側諸国と、冷戦や代理戦争を続けた。
東側諸国の多くでは、ソ連と同様に重要産業の国有化や、五カ年計画などの計画経済、教育の無償化などが行われ、インフラ整備や近代化が推進され、一時は水爆開発や宇宙開発競争でも優位に立つなど「社会主義の優越性」が広く伝えられた。また「資本主義は戦争勢力、社会主義は平和勢力」、「資本主義の核兵器は侵略用、社会主義の核兵器は防衛用」などの主張も行われた（反核運動#反核運動の中立性も参照）。
しかし1953年のスターリン死去後、1956年のスターリン批判と、続くハンガリー動乱では、各国の共産党や共産主義者に大きな衝撃を与えた。イタリアやスペインなど西ヨーロッパの共産党では、プロレタリア独裁を放棄し複数政党制を認めるユーロコミュニズムが広がった。日本共産党では親ソ派・親中派との論争や除名や分派を繰り返し、1960年代には自主独立路線を確立したが、同時に「既成左翼」を批判する多数の新左翼が勢力を広げた。また中国はソ連のフルシチョフによる平和共存路線を「修正主義」、ソ連は中国を「教条主義」や「極左冒険主義」と批判して中ソ対立が始まり、更に中国では大規模な権力闘争である文化大革命が開始され、各国共産党にも介入した。後の印パ戦争や中越戦争は、中ソ対立の代理戦争の側面もある。
日本では戦後に再建された日本共産党は、当初は連合国軍を「解放軍」と規定し平和革命論も主張したが、コミンフォルムの意向を受けて、平和革命を批判し武装闘争を行った主流派の所感派と、対立する国際派などの対立や分裂を経由して、1955年の六全協で敵の出方論により武装闘争を棚上げし、二段階革命論 の自主独立路線に転換した。この転換とスターリン批判の影響で、多数の党員が新左翼各派に転じた。また非共産党系の合法社会主義勢力は日本社会党を結成したが、当初より労農派マルクス主義に基づき一段階革命論・平和革命論である日本型社会民主主義を掲げる社会党左派と、西欧型の社会民主主義を掲げた社会党右派が、対立・分裂や再統一を繰り返し、後には反共主義の西尾末広などが民主社会主義を掲げ民社党を結成し、更に構造改革主義（江田ビジョン）を主張した江田三郎が社会民主連合を結成した。また1970年の安保闘争、ベトナム反戦運動では多くの新左翼や市民団体も参加したが、新左翼各派や連合赤軍は内ゲバや武装闘争を続け孤立した。
1960年代の西ヨーロッパ諸国では、新左翼が勢力を伸ばし、ベトナム反戦を掲げた学生運動が盛んになった。特に毛沢東思想と文化大革命はフランスのゴダールやサルトルに大きな影響を与え、1968年革命が起きた。人民民主主義を掲げていた東ヨーロッパ諸国ではソ連離れが進み、チェコスロヴァキアでは1968年にプラハの春が勃発したが、この運動はハンガリー事件と同様にソ連軍によって弾圧された。また、チトー率いるユーゴスラビアは、チトー主義のもと非同盟諸国との関係を拡大した。1970年代には西ヨーロッパの共産党でユーロコミュニズム志向が強まる一方、東ヨーロッパ諸国でもソ連離れがさらに進んだ。1974年にヨーロッパ最長の独裁体制となっていたエスタド・ノヴォ体制がカーネーション革命によって崩壊したポルトガルでは、1976年に制定された新憲法に社会主義の建設を目指すことが盛り込まれるなど急進的な革命が進むかと思われたが、結局革命は穏健化し、社会主義体制は生まれないままヨーロッパ共同体に統合された。
一方、第三世界では、1959年のキューバ革命、1954年から1962年までのアルジェリア戦争、1965年から1975年のベトナム戦争など、西側の植民地主義に反対する植民地解放戦争の側面が強い社会主義革命が発生した。また、インドなど社会主義的政策を掲げる国家や政府が増加した。
1960年に「アフリカの年」を迎えたアフリカでは、共産主義（マルクス＝レーニン主義）を掲げた国家は、コンゴ人民共和国やベナン人民共和国、ソマリア民主共和国、社会主義エチオピア、1975年に一斉に独立した旧ポルトガル植民地のアンゴラ人民共和国、モザンビーク人民共和国など、クーデターを起こした軍人や独立戦争を成功させた党派がマルクス＝レーニン主義を掲げていた少数の政権に留まったが、マルクス＝レーニン主義によらない独自の社会主義を掲げた国家には、アルジェリア戦争でフランスに勝利して独立を達成したアルジェリアや、ドゥストゥール社会主義を掲げたチュニジア、ウジャマー社会主義を掲げたタンザニア、アフリカ合衆国の実現を目指した容共的なクワメ・ンクルマ政権のガーナなどの非同盟系の国家の他、ザイールのモブツ政権などの西側よりの国家も存在し、新たに独立した多くの国家がその成立理念に多種多様なアフリカ社会主義を掲げた。
ラテンアメリカでは1960年代にゲバラ主義に影響され、キューバに支援された農村ゲリラ部隊の蜂起が続いたが、チェ・ゲバラ自身が1967年にボリビアで戦死したことにより、ゲバラ主義に基づく農村ゲリラ組織は重大な挫折を来した。ゲバラの戦死後は、ブラジルやウルグアイ、アルゼンチンでカルロス・マリゲーラが標榜した都市ゲリラが勢力を伸ばし、1960年代末からペルーのフアン・ベラスコ・アルバラード政権やボリビアのフアン・ホセ・トーレス政権など、クーデターによって社会主義を掲げる軍事政権が成立し、左翼ポプリスモ的な政策を採用した。また、チリでは1970年に人民連合が民主的な選挙(ただし選挙制度に不備があり、アジェンデの得票率は35％しかなく、与党である社会党を始めとする議席は最後まで50％を超えたことは無かった)によって勝利し、社会党からサルバドール・アジェンデ政権が成立したが、アジェンデ政権は1973年に陸軍のピノチェト将軍のクーデターによって崩壊した。同時期には南米南部諸国の都市ゲリラ部隊も各国の政府軍によって鎮圧され、1970年代の南米諸国は概して反共的な軍事政権によって支配されることになった。このほかに、ガイアナは英連邦の一員である立場を維持しながら、協同組合制を中心とする穏健な社会主義政策を採った。一方、コスタリカとパナマを除いた多くが保守的な独裁政権だった中央アメリカでは1979年にサンディニスタ民族解放戦線(FSLN)がニカラグア革命を成功させ、反共的なソモサ王朝を滅ぼし、この革命は近隣のエルサルバドルにまで波及したが、アメリカ合衆国の中米反共政策によって中米紛争は拡大の一途を辿ったまま、最終的には敗北した。一方1980年代に民政移管が進んだ南アメリカ諸国では、軍事政権期に拡大した対外債務問題などから、積極的に新自由主義モデルへの転換が行われた。

### ソ連崩壊後
1989年からの東欧革命によりソビエト社会主義共和国連邦や東欧の共産主義国家は崩壊した。
中華人民共和国・ベトナム・ラオスは、政治的には共産党一党独裁を堅持しながらも、経済政策では市場経済を導入し、一種の混合経済化が進んだ。また朝鮮民主主義人民共和国（北朝鮮）は独自の「主体思想」を掲げ、鎖国的な軍事独裁体制を強固に堅持しており、1990年代には「マルクス主義を基礎にしながらもすでにそれを超克した」と発表した。このため、いわゆるソ連型社会主義の国家は既に存在しない。
日本では、日本共産党は以前からの自主独立路線を踏まえて1991年のソ連共産党の解散を「大国主義・覇権主義の歴史的巨悪の党の終焉を歓迎する」とし、2000年には党規約から「前衛党」規定を削除した。日本社会党は1996年に自社さ連立政権である村山内閣で、日米安保・自衛隊などを容認に転じ、1996年には社会民主党に改称した。これらの路線転換に反対して、左派からは新社会党が独立し、中間派・右派は民主党（初代）の結成に合流し、党勢は縮小したが、2006年の綱領ではプロレタリア独裁の字句が消え、2009年からは鳩山内閣の連立政権に参加した。2020年には、社会民主党が分裂し、一部が旧民主党系の（旧）立憲民主党と（旧）国民民主党の合流新党（新）立憲民主党に参加した。立憲民主党には、旧社会党の流れをくむ党内グループがサンクチュアリ、社会民主主義フォーラムの2つがある。2021年現在、旧社会党の流れをくむ政党は立憲民主党、社会民主党、新社会党の3つとなっている。
一方、ラテンアメリカではキューバの社会主義政権存続に加え、1990年代に加速された新自由主義による市場開放により、国内産業の壊滅や貧富差の拡大もあり、1990年代後半からベネズエラ、ボリビア、エクアドル、ニカラグアなどで21世紀の社会主義を標榜し、社会主義路線をとる国が続き、米州ボリバル同盟のような相互扶助国際組織を形成している。
また西ヨーロッパでは、社会民主主義者が「第三の道」といったスローガンを掲げてたびたび政権についている。東ヨーロッパでも社会民主主義政党に転身した旧共産党が新自由主義による貧富の拡大などを背景に政権に返り咲いている。

## 批評・批判
社会主義に対しては、多くの立場から多くの批評や批判がされてきている。ただしその内容の多くは、社会主義全般に対する批判よりも、特にマルクス主義（レーニン主義、スターリニズム、各国共産党など）に対する批判である場合がある。共産主義に反対する、いわゆる「反共」の主張は、共産主義以外の社会主義の立場によってなされる場合も多い。
以下では主な政治思想の立場からの代表的な批評・批判を記載する。
- アナキズムは権力が全廃された社会を目指す立場から、特にマルクス主義やレーニン主義などのプロレタリア独裁や前衛党、あるいは既存の社会主義国の国家主義や中央集権的な官僚制などを権威主義であると批判している。ただし社会的無政府主義は社会主義との共通点が多く、逆に個人主義的無政府主義はリバタリアニズムとの共通点が多い。
- 自由主義は、基本的には自由市場を基本とした自由主義経済である資本主義を支持する。しかし社会的公正を重視するリベラルとも呼ばれる社会自由主義は、特に民主社会主義との共通点が多い。逆にレッセフェールや個人主義を重視するリバタリアニズムや新自由主義は、あらゆる社会主義を私的所有権を侵害する集産主義であるとして反対している。
- 多くの保守主義者は、伝統的な社会階層や文化の継続性を重視する立場から、啓蒙主義的な近代化や平等主義を進める社会主義への反発が存在している。多くのナショナリストやファシストは、国家や民族の独立性と団結を重視する立場から、特にマルクス主義の階級闘争や国際主義などへの反発が存在している。多くの宗教の立場からは、多くの社会主義が持つ啓蒙主義的な近代化への嫌悪や、特にマルクス主義の唯物論や唯物史観への反発が存在する。
- そのほか、多くの民主主義や人権、平和、環境などの立場から、特にマルクス主義やボリシェヴィキズムのプロレタリア独裁や一党独裁、あるいは既存の社会主義国に見られた大量虐殺、粛清、秘密警察、検閲、強制収容所などを含む、全体主義とも呼ばれる大規模な基本的人権の侵害や軍国主義、更にはノーメンクラトゥーラなどの特権階級による官僚主義や汚職、産業優先による環境への軽視などへ反発が存在する。